# لا تونيا جونسون
لا تونيا جونسون (بالإنجليزية: La Tonya Johnson) (ولدت في 22 أكتوبر 1972) هي سياسية أمريكية من ولاية ويسكونسن. تعمل كعضو ديمقراطي في مجلس شيوخ ولاية ويسكونسن، حيث تمثل المنطقة الرابعة منذ عام 2017. وقبل ذلك، كانت عضوًا في جمعية ولاية ويسكونسن من 2013 حتى 2017.

## النشأة والتعليم
ولدت جونسون في وينشستر (تينيسي). بعد انتقالها إلى ميلواكي بولاية ويسكونسن، التحقت بجامعة كاردينال ستريتش، حيث حصلت على درجة البكالوريوس في العدالة الجنائية.

## الحياة المهنية
قبل دخول السياسة، أدارت جونسون مركزًا مرخصًا لرعاية الأطفال في ميلواكي. كانت أيضًا ناشطة بارزة في اتحاد مقدمي الرعاية الأسرية، حيث دافعت عن حقوق مقدمي الرعاية الأسرية وأسرهم.

## الحياة السياسية
انتُخبت جونسون لأول مرة إلى جمعية ولاية ويسكونسن في عام 2012، ممثلة المقاطعة 17. في عام 2016، ترشحت لمجلس شيوخ الولاية بعد تقاعد السيناتور الديمقراطي نيال فيني، وفازت بالمقعد لتمثل المنطقة الرابعة، والتي تشمل أجزاء من ميلواكي.
تركز أجندة جونسون السياسية على دعم الطبقة العاملة، تحسين نظام التعليم، توسيع الوصول إلى الرعاية الصحية، والحد من العنف المسلح في المناطق الحضرية. في يونيو 2023، لفتت الانتباه الوطني بعد تصريحات مثيرة للجدل أعربت فيها عن إحباطها من السياسات الجمهورية، ما أثار نقاشًا واسعًا في وسائل الإعلام.